# Hybrid Theory EP
Hybrid Theory EP — мини-альбом американской рок-группы Linkin Park, записанный и выпущенный в 1999 году. Это была первая работа Linkin Park. До этого, в 1997 году, группа выпустила лишь демо-кассету под названием Xero. Группа сменила название позже, в 1999 году, после того как Честер Беннингтон сменил Марка Уэйкфилда на посту ведущего вокалиста.
В то время Linkin Park называлась Hybrid Theory, что сделало этот альбом названным в честь группы.
9 октября 2020 года вышла переиздание мини-альбома для издания Hybrid Theory 20th Anniversary Edition.

## Про альбом
Было выпущено всего 1000 копий, и альбом был разослан на разные лейблы, включая Warner Bros. Records. Остальные копии альбома были разосланы первым членам фан-клуба Linkin Park.
Первые 500 кассет были подписаны всеми шестью участниками группы.
Единственный способ получить этот альбом — купить его на eBay или выиграть конкурс в Linkin Park Underground, когда EP вручается в качестве конкурсного приза.

## Список композиций
| Carousel          | 3:02  |
| Technique (Short) | 0:40  |
| Step Up           | 3:58  |
| And One           | 4:34  |
| High Voltage      | 3:31  |
| Part Of Me        | 12:43 |

## Состав группы
- Честер Беннингтон — вокалист
- Майк Шинода — вокалист, рэпер, семплы
- Брэд Делсон — гитара
- Кайл Кристенер — бас
- Роб Бурдон — барабанщик
- Джо «Мистер Хан» Хан — тёрнтейблист, семплы